# Ингалинелья, Хуан
Хуан Ингалине́лья (исп. Juan Ingallinella, 10 октября 1912 — 18 июня 1955) — аргентинский врач, общественный и политический деятель, член Коммунистической партии Аргентины, считается первым из «без вести пропавших» аргентинцев. Был арестован на следующий день после военного мятежа 17 июня 1955 года, замучен в специальном отделе полицейского управления Росарио и тайно захоронен полицией. Его памяти посвятили поэмы Рауль Гонсалес Туньон («Ингалинелья») и Альфредо Варела («Священная кровь»).